# Seth Numrich
Seth Numrich, né le 19 janvier 1987 à Minneapolis, est un acteur américain de théâtre, de cinéma et de télévision.

## Carrière
Seth Numrich poursuit ses études de théâtre à la Juilliard School dont il est diplômé en 2006 au sein du Groupe 36. Il fait partie depuis 2005 du Rising Phoenix Repertory et d'autres troupes de théâtre. Il fait ses débuts à Broadway en 2010 dans le rôle de Lorenzo du Marchand de Venise de Shakespeare, puis il joue le rôle du boxeur Joe Bonaparte dans Golden Boy (de Clifford Odets) et celui d'Albert dans War Horse (d'après Michael Morpurgo) qui se donnent au Lincoln Center Theater de Broadway. Il joue aussi d'autres pièces off Broadway, comme dans Slipping, Yosemite, etc. Il remporte un grand succès dans Sweet Bird of Youth de Tennessee Williams aux côtés de Kim Cattrall, joué au Old Vic de Londres.
Il fait ses débuts au cinéma dans Soldat Roméo en 2011, où il incarne Roméo, Matt Doyle jouant le rôle de Juliette.
Seth Numrich vit à New York.

## Théâtre
- Le Marchand de Venise: Lorenzo
- Golden Boy: le boxeur Joe Bonaparte (Lincoln Center Theater au Belasco Theatre)
- War Horse: Albert (Lincoln Center).
- Sweet Bird of Youth: Chance Wayne (The Old Vic de Londres)
- Slipping: Eli
- Yosemite: Jake
- Blind: Oedipus
- Too Much Memory
- Favorites
- Break Your Face on My Hand
- On the Levee: le poète Will Percy
- Iphigenia 2.0: Achille
- Gates of Gold: Ryan
- The History Boys: Dakin (Ahmanson Theatre)
- The Cure at Troy: Neoptolemus (Seattle Rep)
- Measure for Measure: Duke (Chautauqua Theatre Company)
- The Judgment of Paris (NYC Fring Festival / Edinburgh Fringe Festival)

## Filmographie
- 2002 : How to Kill a Mockingbird : Kevin
- 2011 : Soldat Romeo d'Alan Brown : Sam Singleton / Roméo
- 2016 : Imperium : Roy

TV
- 2010 : Gravity : Adam Rosenblum (série télévisée en 10 épisodes)
- 2012 : The Good Wife : Randy Chapman dans l'épisode "Here Comes the Judge" (série)
- 2014 : Turn: Washington's Spies : Benjamin Tallmadge (série)